# Игра в шашки (картина Пнина)
«Игра в шашки» — картина русского живописца Петра Ивановича Пнина (1803–1837), написанная в 1824 году. Находится в Русском музее в Санкт-Петербурге (инв. Ж-3831), является единственной известной работой Пнина в публичных коллекциях. Техника исполнения картины — масляная живопись на холсте, размер полотна — 107 × 134 см; на обороте надпись: N 520/42 П:Пнину 18 5/17 24.
Пнин написал картину в рамках заданной портретному классу Академии художеств программы «изобразить крестьянское семейство и шашечную игру», воплощенной в картинах Ф. Г. Солнцева «Крестьянское семейство перед обедом» (ныне в Третьяковской галерее в Москве) и В. Ф. Грязнова «Повар, играющий в шашки с дворником» (ныне в Русском музее). На полотне Пнин несколько отошёл от условий программы и перенёс действие в городскую обстановку, изобразив немолодого мужчину и трёх мальчиков, — возможно, кого-то из воспитателей и воспитанников младших возрастов; при помощи мимики лиц, поз и жестов Пнину удалось убедительно передать поведение персонажей, их реакцию на игру, завершившуюся победой одного из мальчиков. По версии кандидата искусствоведения, сотрудницы Русского музея С. В. Моисеевой композиция картины восходит к двум ранее исполненным произведениям — «Портрету учителя Бодуэна с учениками» М. И. Бельского 1773 года либо портрету инспектора Академии художеств К. И. Головачевского с воспитанниками, исполненному А. Г. Венециановым в 1811 году.
Наряду с другими работами по академической программе картина Пнина фигурировала на академической выставке в сентябре 1824 года. По свидетельствам бывших на выставке писателей Б. М. Фёдорова и В. И. Григоровича, картина имела незаконченный вид. Отмечая эту проблему в очерке о выставке для журнала «Отечественные записки», Фёдоров положительно оценил продемонстрированный Пниным навык передачи мимики; с другой стороны, Григорович посчитал невозможным дать полную оценку картине и ограничился указанием на достоинство композиции.
К началу XX века картина находилась в коллекции бау-адъютанта Большого Кремлёвского дворца Михаила Фабрициуса; как часть коллекции Фабрициуса картина в 1905 году под названием «Группа» была включена в экспозицию организованной Сергеем Дягилевым «Историко-художественной выставки русских портретов» в Таврическом дворце (кат. 1327). Согласно опубликованному в 1906 году каталогу собрания Фабрициуса, Пнин был удостоен за «Игру в шашки» малой золотой медали и аттестата первой степени; однако из документов Академии художеств следует, что малой золотой медали, в отличие от своих одноклассников, Пнин за свою работу не получил. Впоследствии картина хранилась в Обществе поощрения художеств, откуда в 1930 году была передана в Русский музей. Как часть собраний Русского музея картина участвовала в выставках «Романтизм в России» (1995), «Игра и страсть в русском изобразительном искусстве» (1999) и «Дягилев. Начало» (2009).